# 구라군

돌니실롱스크주 지도에 표시된 구라군의 위치

구라군(폴란드어: powiat górowski)은 폴란드 돌니실롱스크주에 위치한 군으로 군청 소재지는 구라이며 면적은 738.11km2, 인구는 35,047명(2019년 6월 30일 기준), 인구 밀도는 47명/km2이다.
북쪽으로는 비엘코폴스카주 레슈노군, 동쪽으로는 비엘코폴스카주 라비치군, 남동쪽으로는 트셰브니차군, 남쪽으로는 보우프군, 남서쪽으로는 루빈군, 서쪽으로는 그워구프군, 북서쪽으로는 루부시주 프스호바군과 접한다. 4개 지방 자치체(2개 도시형 농촌, 2개 농촌)를 관할한다.

군 문장